# Chianche
Chianche è un comune italiano di 465 abitanti della provincia di Avellino in Campania.

## Geografia fisica
Il territorio comunale è situato sul versante collinare nella Valle del fiume Sabato con un'altezza s.l.m. che oscilla tra i 350 ed i 400 metri. Il comune di Chianche è costituito da tre nuclei abitati: Chianche, Chianchetelle (che sino al XIX secolo era un comune autonomo) e San Pietro Indelicato.
Le aree coltivate (in genere a seminativo arborato) sono ridotte. Significativa la presenza di vigneti per la produzione del celeberrimo vino D.O.C.G., Greco di Tufo. Dominano i boschi di querce e castagni. È presente una importante sorgente d'acqua in località Greci.

## Storia
Chianche o Chianca com'era detta nel Medioevo deriva dal latino Planca con probabile riferimento alle plancae (pietre poligonali con le quali i romani lastricavano le strade). Di Chianche si ha traccia documentale almeno dal XIII secolo. Nel Medioevo era un casale dipendente da Montefusco.
Il castello che domina il borgo risale forse al periodo normanno (XI secolo) anche se è citato per la prima volta solo in un documento degli inizi del XIV secolo.
Chianche fu possesso feudale prima dei de Planca dal XV secolo al 1545, quando passò ai Crispano sino al 1552, poi agli Albertino (1552-1556), ai Pisanello (1556), ai Sanseverino (1558), ai Filomarino (1568), ai Capece, ai Bernalda, ai Caracciolo (1585), ai Manso (1599-1607) e ai de Guevara. Gli Zunica acquistarono il feudo da Beatrice de Guevara nel 1608 e lo controllarono sino 1778 quando fu venduto ai marchesi Perelli, nelle cui mani restò sino alla fine della feudalità nel 1806.
La frazione di Chianchetelle, invece, fu infeudata ai de Tocco (XIV-XV secolo) sino al 1585 quando passò ad Antonio Lanario. I Gambacorta la tennero dal 1667 al 1695; poi passò ai Di Capua, conti di Altavilla. I Ripa lo ebbero dal 1714 al 1743, quando subentrarono i Salerno, ultimi feudatari.
Nel 1460-1461 durante la guerra tra angioini ed aragonesi nei territori di Chianche e Chianchetelle erano stanziati gli accampamenti delle truppe regie aragonesi al comando del capitano di ventura Alessandro Sforza.

### Simboli
Lo stemma del comune di Chianche è costituito da un'aquila bicefala caricata di uno scudo d'argento al cui interno sono presenti nella parte superiore tre fasci stretti da un anello, tre fiori nella parte centrale, una fascia di rosso e un fiore nella punta dello scudo.

## Monumenti e luoghi d'interesse
- Castello di Chianche. Citato per la prima volta nel 1301[10] di probabile origine normanna.
- Il Torrione. Alta torre quadrangolare di stile neogotico sita su uno sperone roccioso in Chianchetelle e dominante il sottostante Stretto di Barba.
- Fontana del Duca di San Donato. In pietra calcarea locale realizzata sul finire del XIX secolo, durante i lavori di costruzione del primo acquedotto comunale (1891). La fontana presenta linee pulite e regolari. Due rosoni posti su una vasca di raccolta con due concavità in corrispondenza del puto di caduta, permettono la fuoriuscita dell'acqua.  Sulla parte alta della fontana, è posizionato il busto di Gennaro Sambiase Sanseverino, Duca di San Donato, cui la fontana è dedicata; ultimo feudatario di Chianche e del suo Castello, già Sindaco di Napoli, amico di Giuseppe Garibaldi e fervente sostenitore della causa risorgimentale.
- Chiesa Madre di San Felice. Dedicata al santo patrono di Chianche, è in stile barocco con elementi romanici. Conserva un affresco che raffigura San Giacomo Apostolo mentre riceve il battesimo da Gesù e vari quadri del '600 e '700, raffiguranti: S. Antonio, S. Domenico, Santa Caterina e l'Immacolata Concezione. Tra le opere spicca il quadro della Madonna "Causa Nostrae Letitiate" del XVII secolo.
- Chiesa di Santa Margherita. Sita nella piazza centrale di Chianchetelle. La piccola chiesa fu già sede parrocchiale. Sulla porta principale dell’annessa canonica è presente lo stemma di papa Pio XI.
- Chiesa della Madonna delle Grazie. È un piccolo edificio ubicato lungo la strada principale che porta a Chianche.
- Chiesa di San Pietro Apostolo. Sita nella piccola frazione di San Pietro Indelicato, poi divenuto San Pietro Irpino.
- Cappella della Madonna della Pietà (XVI secolo). Sita in frazione Chianchetelle lungo la Strada statale 88 dei Due Principati nello Stretto di Barba. È stata ristrutturata agli inizi del XXI secolo.[11]

## Società

### Evoluzione demografica
Abitanti censiti

## Infrastrutture e trasporti

### Strade
Il comune è interessato dalla strada provinciale 42 della provincia di Avellino, dalle strade provinciali 7, 9, 12 e 13 della provincia di Benevento e dalla ex Strada statale 88 dei Due Principati.

### Ferrovie
Il comune è servito dalla stazione di Chianche-Ceppaloni sulla ferrovia Benevento-Avellino, sita nella frazione Chianche Scalo del comune di Chianche.

## Amministrazione
| Periodo          | Periodo        | Primo cittadino            | Partito         | Carica  | Note   |
| ---------------- | -------------- | -------------------------- | --------------- | ------- | ------ |
| 21 novembre 1993 | 12 giugno 1994 | Antonio Franzese           | Lista civica    | Sindaco | [ 14 ] |
| 12 giugno 1994   | 24 maggio 1998 | Raffaele Angelo Costanzo   | Lista civica    | Sindaco | [ 15 ] |
| 24 maggio 1998   | 26 maggio 2002 | Raffaele Angelo Costanzo   | Centro-sinistra | Sindaco | [ 16 ] |
| 26 maggio 2002   | 27 maggio 2007 | Angelo Stefano Di Giovanni | Centro-sinistra | Sindaco | [ 17 ] |
| 27 maggio 2007   | 6 maggio 2012  | Raffaele Costanzo          | Lista civica    | Sindaco | [ 18 ] |
| 6 maggio 2012    | 11 giugno 2017 | Carlo Grillo               | Lista civica    | Sindaco | [ 19 ] |
| 11 giugno 2017   | 12 giugno 2022 | Carlo Grillo               | Lista civica    | Sindaco | [ 20 ] |
| 12 giugno 2022   | in carica      | Carlo Grillo               | Lista civica    | Sindaco | [ 21 ] |